# Marcin Kołodziejczyk
Marcin Kołodziejczyk (ur. 1973 w Warszawie) – polski dziennikarz, reporter i autor powieści.
Od 2000 jest związany z tygodnikiem Polityka. Siedmiokrotnie nominowany do nagrody Grand Press. Laureat nagrody Melchior 2015 w kategorii Inspiracja Roku. Za powieść Prymityw. Epopeja narodowa został nominowany do Nagrody Literackiej Nike 2019 i znalazł się wśród jej finalistów.

## Publikacje[6]
- Zona. Historie ze strefy zamkniętej (Storytel Original, 2022), reportaż (współautorka: Marta Mazuś) – audiobook
- Wolnoć (Wydawnictwo Wielka Litera, 2022), reportaż
- Wartało (Wydawnictwo Wielka Litera, 2020), thiller
- Prymityw. Epopeja narodowa (Wydawnictwo Wielka Litera, 2018), powieść[7]
- Peryferyjczyk (Wydawnictwo Wielka Litera, 2017), reportaż
- Morze po kolana (Wydawnictwo Wielka Litera, 2016), komiks (współautor: Marcin Podolec)
- Bardzo martwy sezon. Reportaże naoczne (Wydawnictwo Wielka Litera, 2016), reportaż[8]
- Dysforia. Przypadki mieszczan polskich (Wydawnictwo Wielka Litera, 2015), reportaż[9]
- B. Opowieści z planety prowincja (Wydawnictwo Wielka Litera, 2013), reportaż